# UQCRFS1
UQCRFS1 (англ. Ubiquinol-cytochrome c reductase, Rieske iron-sulfur polypeptide 1) – білок, який кодується однойменним геном, розташованим у людей на короткому плечі 19-ї хромосоми. Довжина поліпептидного ланцюга білка становить 274 амінокислот, а молекулярна маса — 29 668.
| 10         |  | 20         |  | 30         |  | 40         |  | 50         |
| ---------- |  | ---------- |  | ---------- |  | ---------- |  | ---------- |
| MLSVASRSGP |  | FAPVLSATSR |  | GVAGALRPLV |  | QATVPATPEQ |  | PVLDLKRPFL |
| SRESLSGQAV |  | RRPLVASVGL |  | NVPASVCYSH |  | TDIKVPDFSE |  | YRRLEVLDST |
| KSSRESSEAR |  | KGFSYLVTGV |  | TTVGVAYAAK |  | NAVTQFVSSM |  | SASADVLALA |
| KIEIKLSDIP |  | EGKNMAFKWR |  | GKPLFVRHRT |  | QKEIEQEAAV |  | ELSQLRDPQH |
| DLDRVKKPEW |  | VILIGVCTHL |  | GCVPIANAGD |  | FGGYYCPCHG |  | SHYDASGRIR |
| LGPAPLNLEV |  | PTYEFTSDDM |  | VIVG       |  |            |  |            |

A: Аланін

C: Цистеїн

D: Аспарагінова кислота

E: Глутамінова кислота

F: Фенілаланін

G: Гліцин

H: Гістидин

I: Ізолейцин

K: Лізин

L: Лейцин

M: Метіонін

N: Аспарагін

P: Пролін

Q: Глутамін

R: Аргінін

S: Серин

T: Треонін

V: Валін

W: Триптофан

Кодований геном білок за функцією належить до оксидоредуктаз. 
Задіяний у таких біологічних процесах, як транспорт, транспорт електронів, дихальний ланцюг. 
Білок має сайт для зв'язування з іонами металів, іоном заліза, залізо-сірчаною групою, групою 2Fe-2S. 
Локалізований у мембрані, мітохондрії, внутрішній мембрані мітохондрії.